# 皇冠大眾小說獎
皇冠大眾小說獎，是台灣皇冠文化於1994年為慶祝成立40年而創辦的文學獎，兩年一屆，獎金為新台幣一百萬元。本獎注重作品的娛樂性及通俗性，著重於「讀者層面」而非「專家導向」，採取「先出版、再評選」的方式，並且舉辦讀者票選活動，提供前五名出版的權利，為華文世界較具規模權威性通俗文學獎之一。第七屆之後，因皇冠文化舉辦島田莊司推理小說獎活動而停辦。

## 歷屆得獎作品
| 年份        | 獲提名                   | 獎項             | 結果 |
| ----------- | ------------------------ | ---------------- | ---- |
| 第1屆(1996) | 杜修蘭《逆女》           | 首獎             | 獲獎 |
| 第1屆(1996) | 張國立《佔領龐克希爾號》 | 評審團特別推薦獎 | 獲獎 |
| 第2屆(1998) | 張國立《匈奴》           | 首獎             | 獲獎 |
| 第3屆(2000) | 文旦《二四俱樂部》       | 首獎             | 獲獎 |
| 第3屆(2000) | 張草《北京滅亡》         | 首獎             | 獲獎 |
| 第4屆(2002) | 既晴《請把門鎖好》       | 首獎             | 獲獎 |
| 第5屆(2004) | 謬西《魔蠍》             | 首獎             | 獲獎 |
| 第6屆(2006) | 楊甯《純律》             | 首獎             | 獲獎 |
| 第7屆(2008) | 江曉莉《灰色的孤單》     | 首獎             | 獲獎 |

## 外在連結
- 皇冠大眾小說獎 （页面存档备份，存于）